# Biathlon-Junioreneuropameisterschaften 2019
Die Offenen Biathlon-Junioreneuropameisterschaften 2019 wurden vom 6. bis 10. März 2019 im norwegischen Sjusjøen ausgetragen. Sie fanden wie in Vorjahren getrennt von den Europameisterschaften statt.

## Medaillenspiegel
| Platz | Land        |   |   |   |   |
| ----- | ----------- | - | - | - | - |
| 01    | Deutschland | 3 | 2 | 4 | 9 |
| 02    | Frankreich  | 2 | 1 | 0 | 3 |
| 03    | Russland    | 2 | 0 | 1 | 3 |
| 04    | Norwegen    | 1 | 3 | 0 | 4 |
| 05    | Schweden    | 0 | 1 | 1 | 2 |
| 06    | Schweiz     | 0 | 1 | 0 | 1 |
| 07    | Italien     | 0 | 0 | 1 | 1 |
| 07    | Slowenien   | 0 | 0 | 1 | 1 |

Endstand nach 8 Wettbewerben

## Zeitplan
| Datum          | Männer | Männer                                | Frauen                                | Frauen                                |
| -------------- | ------ | ------------------------------------- | ------------------------------------- | ------------------------------------- |
| 6. März (Mi.)  | 10:00  | Einzel (15 km)                        | 13:30                                 | Einzel (12,5 km)                      |
| 7. März (Do.)  | 10:00  | Single-Mixed-Staffel (6 km + 7,5 km)  | Single-Mixed-Staffel (6 km + 7,5 km)  | Single-Mixed-Staffel (6 km + 7,5 km)  |
| 7. März (Do.)  | 13:00  | Mixed-Staffel (2 × 6 km + 2 × 7,5 km) | Mixed-Staffel (2 × 6 km + 2 × 7,5 km) | Mixed-Staffel (2 × 6 km + 2 × 7,5 km) |
| 9. März (Sa.)  | 10:00  | Sprint (10 km)                        | 13:00                                 | Sprint (7,5 km)                       |
| 10. März (So.) | 10:00  | Verfolgung (12,5 km)                  | 13:00                                 | Verfolgung (10 km)                    |

## Ergebnisse Mixed
| Rang | Name                                        |
| ---- | ------------------------------------------- |
| 1    | RusslandXenija Dowgaja Igor Malinowski      |
| 2    | SchweizAmy Baserga Sebastian Stalder        |
| 3    | SchwedenAmanda Lundström Henning Sjökvist   |
| 4    | DeutschlandFranziska Pfnür Philipp Lipowitz |
| 5    | FinnlandJenni Keränen Jaakko Ranta          |
| 6    | SlowenienNika Vindišar Alex Cisar           |
| 7    | TschechienTereza Jandová Vítězslav Hornig   |
| 8    | ÖsterreichAnna Gandler Dominic Unterweger   |
| 9    | NorwegenJuni Arnekleiv Fredrik Grusd        |
| 10   | FrankreichCamille Bened Sébastien Mahon     |

| Rang | Name                                                                                    |
| ---- | --------------------------------------------------------------------------------------- |
| 1    | RusslandAnastassija Gorejewa Alina Klewzowa Aleksandr Bektuhanow Said Karimulla Chalili |
| 2    | NorwegenHilde Fosse Randi Nordvang Vebjørn Sørum Sivert Guttorm Bakken                  |
| 3    | DeutschlandHanna Kebinger Juliane Frühwirt Tim Grotian Julian Hollandt                  |
| 4    | FrankreichPaula Botet Gilonne Guigonnat Guillaume Desmus Thomas Briffaz                 |
| 5    | UkraineAnna Krywonos Ekaterina Bech Ruslan Bryhadyr Bohdan Zymbal                       |
| 6    | ÖsterreichKristina Oberthaler Anna-Maria Schreder Sebastian Trixl Magnus Oberhauser     |
| 7    | ItalienHannah Auchentaller Beatrice Trabucchi Tommaso Giacomel Didier Bionaz            |
| 8    | PolenKamila Cichoń Joanna Jakieła Wojciech Skorusa Marcin Szwajnos                      |
| 9    | TschechienPetra Suchá Eliška Teplá Jonáš Mareček Mikuláš Karlík                         |
| 10   | FinnlandHeidi Kuuttinen Heidi Nikkinen Tuukka Invenius Otto Invenius                    |